# Liste der ungarischen Beobachter und Abgeordneten zum EU-Parlament (2003–2004)
Die Liste der ungarischen Beobachter und Abgeordneten zum EU-Parlament (2003–2004) listet alle ungarischen Mitglieder des 5. Europäischen Parlamentes auf.
Nach der Ratifizierung des Beitrittsvertrags 2003 waren Ungarn und die übrigen Beitrittsstaaten der EU-Erweiterung 2004 vom EU-Parlamentspräsidenten Pat Cox dazu eingeladene Beobachter in das Parlament zu entsenden. Die Zahl der von den einzelnen Parlamenten zu ernennenden Abgeordneten entsprach der Zahl der Mitglieder des Europäischen Parlaments, auf die das betreffende Land nach dem Beitrittsvertrag Anspruch hatte, wobei die Ernennung der Abgeordneten unter angemessener Berücksichtigung der politischen Zusammensetzung des jeweiligen Parlaments erfolgte.
Nach Inkrafttreten des Beitrittsvertrag am 1. Mai 2004 wurden die Beobachter zu Abgeordneten des Parlaments. Aufgrund des späten Zeitpunkts innerhalb der Wahlperiode des EU-Parlaments wurde die Europawahl für diese Periode nicht nachgeholt, weshalb die ersten gewählten Abgeordneten Lettlands erst in der 6. Wahlperiode in das Parlament kamen.

## Mandatsstärke der Parteien
- SPE: 10
- ELDR: 2
- EVP-ED: 12

| Nationale Partei                     | Mandate | Fraktion                                                                    |
| ------------------------------------ | ------- | --------------------------------------------------------------------------- |
| Fidesz – Magyar Polgári Szövetség    | 09      | Fraktion der Europäischen Volkspartei und europäischer Demokraten (EVP-ED)  |
| Magyar Demokrata Fórum (MDF)         | 03      | Fraktion der Europäischen Volkspartei und europäischer Demokraten (EVP-ED)  |
| Magyar Szocialista Párt (MSZP)       | 10      | Fraktion der Sozialdemokratischen Partei Europas (SPE)                      |
| Szabad Demokraták Szövetsége (SZDSZ) | 02      | Fraktion der Europäischen Liberalen, Demokratischen und Reformpartei (ELDR) |
| Gesamt                               | 24      |                                                                             |

## Abgeordnete
| Bild | Name                 | von            | bis           | Partei | Fraktion | Anmerkungen |
| ---- | -------------------- | -------------- | ------------- | ------ | -------- | ----------- |
|      | Zoltán Bagó          | 18. April 2003 | 19. Juli 2004 | Fidesz | EVP-ED   |             |
|      | Mihály Balla         | 18. April 2003 | 19. Juli 2004 | Fidesz | EVP-ED   |             |
|      | István Balsai        | 18. April 2003 | 19. Juli 2004 | MDF    | EVP-ED   |             |
|      | Imre Czinege         | 18. April 2003 | 19. Juli 2004 | MSZP   | SPE      |             |
|      | József Ékes          | 18. April 2003 | 19. Juli 2004 | MDF    | EVP-ED   |             |
|      | Mátyás Eörsi         | 18. April 2003 | 19. Juli 2004 | SZDSZ  | ELDR     |             |
|      | Szabolcs Fazakas     | 18. April 2003 | 19. Juli 2004 | MSZP   | SPE      |             |
|      | Attila László Gruber | 18. April 2003 | 19. Juli 2004 | Fidesz | EVP-ED   |             |
|      | Zita Gurmai          | 18. April 2003 | 19. Juli 2004 | MSZP   | SPE      |             |
|      | András Gyürk         | 18. April 2003 | 19. Juli 2004 | Fidesz | EVP-ED   |             |
|      | Gyula Hegyi          | 18. April 2003 | 19. Juli 2004 | MSZP   | SPE      |             |
|      | András Kelemen       | 18. April 2003 | 19. Juli 2004 | MDF    | EVP-ED   |             |
|      | Magda Kósáné Kovács  | 23. April 2003 | 19. Juli 2004 | MSZP   | SPE      |             |
|      | Jenő Manninger       | 18. April 2003 | 19. Juli 2004 | Fidesz | EVP-ED   |             |
|      | Zsolt Németh         | 18. April 2003 | 19. Juli 2004 | Fidesz | EVP-ED   |             |
|      | Csaba Őry            | 18. April 2003 | 19. Juli 2004 | Fidesz | EVP-ED   |             |
|      | László Surján        | 18. April 2003 | 19. Juli 2004 | Fidesz | EVP-ED   |             |
|      | Zoltan Szabó         | 18. April 2003 | 19. Juli 2004 | MSZP   | SPE      |             |
|      | József Szájer        | 18. April 2003 | 19. Juli 2004 | Fidesz | EVP-ED   |             |
|      | István Szent-Iványi  | 18. April 2003 | 19. Juli 2004 | SZDSZ  | ELDR     |             |
|      | Csaba Tabajdi        | 18. April 2003 | 19. Juli 2004 | MSZP   | SPE      |             |
|      | Ágnes Vadai          | 18. April 2003 | 19. Juli 2004 | MSZP   | SPE      |             |
|      | Gyula Vári           | 18. April 2003 | 19. Juli 2004 | MSZP   | SPE      |             |
|      | Pál Vastagh          | 18. April 2003 | 19. Juli 2004 | MSZP   | SPE      |             |